# BlizzCon

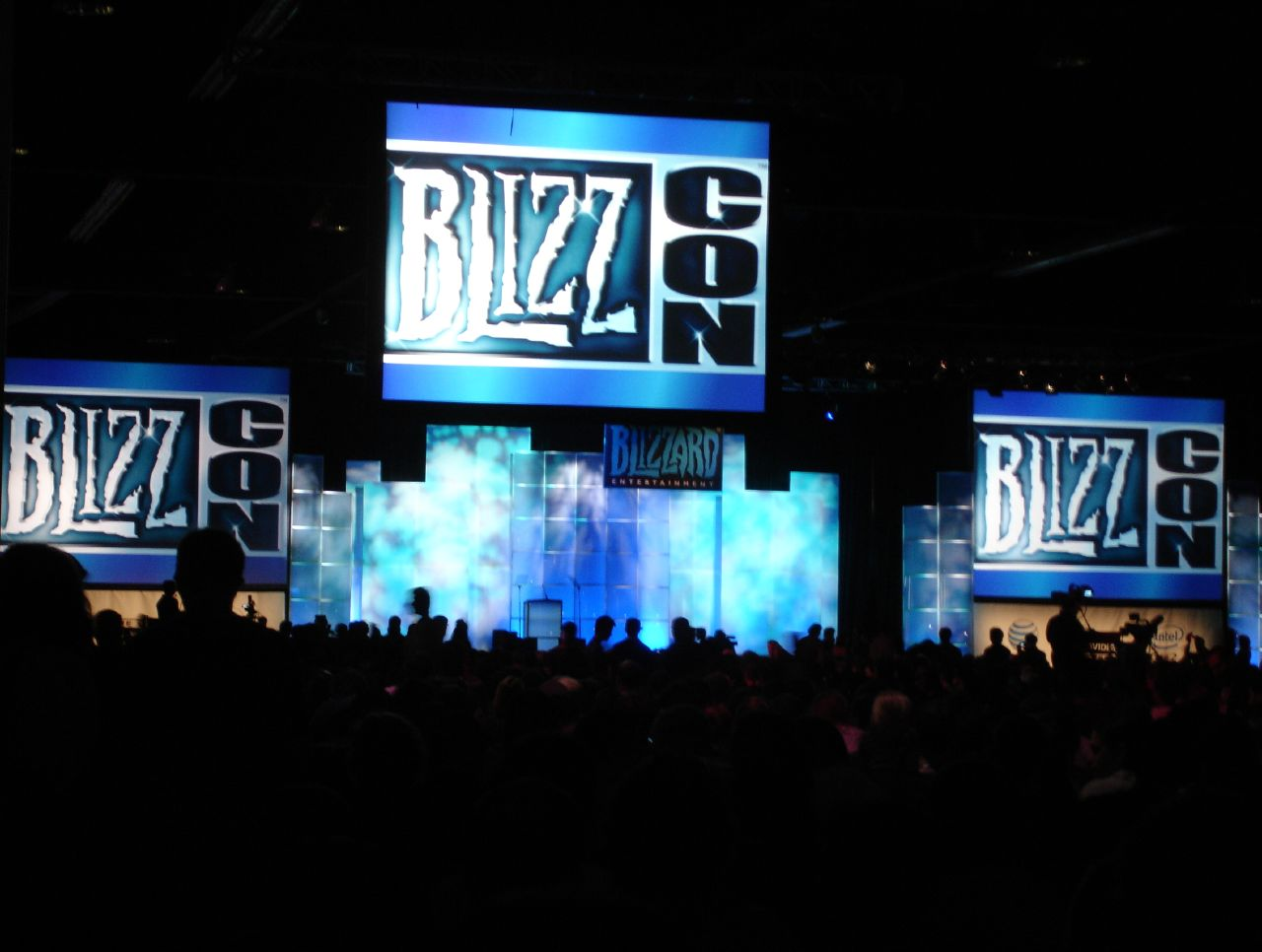
Ouverture BlizzCon 2007.

La BlizzCon est une convention organisée chaque année depuis 2005 par Blizzard Entertainment au Anaheim Convention Center de Anaheim en Californie, pour présenter les nouveautés de leurs licences, mettre à disposition des versions de démonstration jouables, rencontrer les joueurs et proposer divers autres activités et panels liés aux univers de Warcraft, StarCraft, Diablo, Hearthstone, Heroes of the Storm et Overwatch.
L’événement qui ressemble à la BlizzCon, tout en étant extérieur aux États-Unis, est le Blizzard Worldwide Invitational.
Le salon se termine par un concert de clôture où se sont produits Ozzy Osbourne en 2009, Tenacious D en 2010, Metallica en 2014 et Muse en 2017. Le groupe L80ETC (nl) (composé d’employés de la société) se produit aussi régulièrement à cette occasion.
L'édition 2021 de la BlizzCon s’est déroulée du 19 au 20 février. En raison du contexte sanitaire lié au COVID19, cette édition intitulée « BlizConline » a eu lieu uniquement en streaming pour les personnes s'étant inscrites avant le 4 janvier 2020.
L'édition 2022 est annulée en raison des scandales provoqués par les accusations de harcèlement et de discrimination en interne,.
Le 11 mars 2025, Blizzard annonce le retour de la BlizzCon à l’Anaheim Convention Center les samedi 12 et dimanche 13 septembre 2026.

## Historique des éditions et annonces associées
| Année | Dates                                      | Nombre de participants                     | Licences et extensions annoncées |
| ----- | ------------------------------------------ | ------------------------------------------ | --- |
| 2005  | 28 et 29 octobre                           | 8 000                                      | World of Warcraft: The Burning Crusade                                                                                               |
| 2007  | 3 et 4 août                                | 13 000                                     | World of Warcraft: Wrath of the Lich King                                                                                            |
| 2008  | 10 et 11 octobre                           | 15 000                                     | Aucune |
| 2009  | 21 et 22 août                              | 20 000                                     | World of Warcraft: Cataclysm |
| 2010  | 22 et 23 octobre                           | 25 000                                     | Aucune |
| 2011  | 21 et 22 octobre                           | 26 000                                     | World of Warcraft: Mists of Pandaria                                                                                                 |
| 2013  | 8 et 9 novembre                            | 26 000                                     | World of Warcraft: Warlords of Draenor                                                                                               |
| 2014  | 7 et 8 novembre                            | 26 000                                     | Overwatch |
| 2015  | 6 et 7 novembre                            | 25 000                                     | World of Warcraft: Legion |
| 2016  | 3 et 4 novembre                            | Plus de 27 000                             | |
| 2017  | 3 et 4 novembre                            | 35 000                                     | World of Warcraft: Battle for Azeroth                                                                                                |
| 2018  | 2 et 3 novembre                            | 40 000                                     | Warcraft III: Reforged Diablo Immortal                                                                                               |
| 2019  | 1er et 2 novembre                          | 35 000[réf. souhaitée]                     | Diablo IV Overwatch 2 World of Warcraft: Shadowlands Hearthstone: L'Envol des Dragons                                                |
| 2020  | Annulée à cause de la pandémie de Covid-19 | Annulée à cause de la pandémie de Covid-19 | Annulée à cause de la pandémie de Covid-19                                                                                           |
| 2021  | 19 et 20 février                           | En streaming uniquement                    | |
| 2022  | Annulée                                    | Annulée                                    | Annulée |
| 2023  | 3 et 4 novembre                            |                                            | World of Warcraft: The War Within World of Warcraft: Midnight World of Warcraft: The Last Titan World of Warcraft Classic: Cataclysm |
| 2026  | 12 et 13 septembre                         |                                            | |

Dans la majeure partie des cas, les jeux et/ou extensions annoncés sont jouables sur place.

## Compétitions Esport
Pour la majeure partie des jeux de Blizzard, la BlizzCon est le lieu des phases finales des compétitions internationales : 
- World of Warcraft World Championship - Championnat d'arène de World of Warcraft
- Overwatch World Cup
- Hearthstone Championship Tour
- Heroes Global Championship (HGC) - Heroes of the Storm
- WCS StarCraft II

### StarCraftII
La BlizzCon accueille de grands événements de sport électronique sur StarCraft II chaque année, avec notamment depuis 2012 les grandes finales mondiales qui clôturent les StarCraft II World Championship Series.

#### Vainqueurs
| Événement                          | Date                   | Gagnant     | Finaliste   |
| ---------------------------------- | ---------------------- | ----------- | ----------- |
| 2010 StarCraft II Invitational     | 22 et 23 octobre 2010  | (P) Genius  | (T) Loner   |
| 2011 StarCraft II Invitational     | 21 et 22 octobre 2011  | (T) Mvp     | (Z) NesTea  |
| 2011 GSL October Code S Final      | 22 octobre 2011        | (T) MMA     | (T) Mvp     |
| 2012 Battle.net World Championship | 17 et 18 novembre 2012 | (P) Parting | (P) Creator |
| 2013 WCS Global Finals             | 8 et 9 novembre 2013   | (P) sOs     | (Z) Jaedong |
| 2014 WCS Global Finals             | 7 et 8 novembre 2014   | (Z) Life    | (T) MMA     |

#### StarCraftIIInvitational
Navigation
2012 Battle.net Championship
Avant les StarCraft II World Champiosnhip Series Global Finals, les tournois qui se déroulaient à la BlizzCon étaient les  BlizzCon StarCraft II Invitationals. Ces compétitions ont eu lieu en 2010 et 2011 avant de laisser place au 2012 Battle.net World Championship puis aux WCS Global Finals. En 2010, l'événement a été commenté par Day[9], Artosis et Tasteless ; ils ont été rejoints par ItmeJP en 2011.

##### Édition 2010
Deux joueurs par régions ont été invités à la BlizzCon pour un total de seize participants :
- Corée du Sud
  1.  (P) Genius
  2.  (T) Maka
- Europe
  1.  (T) DeMusliM
  2.  (Z) TLO
- Amérique du Nord
  1.  (P) HuK
  2.  (T) SeleCT
- Chine
  1.  (Z) Luffy
  2.  (T) Loner
- Taïwan
  1.  (Z) Sen
  2.  (T) SoftBall
- Communauté des États indépendants
  1.  (Z) DIMAGA
  2.  (P) White-Ra
- Asie du Sud-Est
  1.  (Z) iceiceice
  2.  (T) RedArchon
- Amérique latine
  1.  (P) Capoch
  2.  (T) Fenix

###### Palmarès
| Place(s)           | Joueur                           | Récompense | Équipe      |
| Vainqueur          | (P) Jeong « Genius » Min Soo     | 25 000 USD | ZeNEX       |
| ------------------ | -------------------------------- | ---------- | ----------- |
| Finaliste          | (T) Dai « Loner » Yi             | 10 000 USD | World Elite |
| Médaille de bronze | (P) Aleksey « White-Ra » Krupnyk | 5 000 USD  | mousesports |
| 4                  | (Z) Dmytro « DIMAGA » Filipchuk  | 3 000 USD  | nTw         |

##### Édition 2011
Seize joueurs ont accédé à la BlizzCon à l'issue de phases qualificatives appelées les Battle.net Invitationals qui ont eu lieu dans les régions suivantes :
- Amérique du Nord
  1.  (T) SeleCT
  2.  (Z) Sheth
- Europe
  1.  (Z) Ret
  2.  (P) NaNiwa
- Corée du Sud
  1.  (Z) NesTea
  2.  (T) Mvp
- Chine
  1.  (Z) Sen
  2.  (P) Nifi
- Asie du Sud-Est
  1.  (Z) mOOnGLaDe
  2.  (Z) JazBas
- Amérique latine
  1.  (T) MajOr
  2.  (Z) KiLLeR
- Taïwan
  1.  (T) Loner
  2.  (Z) TooDming
- Europe de l'Est
  1.  (Z) DIMAGA
  2.  (T) Brat_OK

###### Palmarès
| Place(s)           | Joueur                      | Récompense | Équipe             |
| Vainqueur          | (T) Jung « Mvp » Jong Hyun  | 50 000 USD | Incredible Miracle |
| ------------------ | --------------------------- | ---------- | ------------------ |
| Finaliste          | (Z) Lim « NesTea » Jae Duk  | 25 000 USD | Incredible Miracle |
| Médaille de bronze | (Z) Yang « Sen » Chia Cheng | 10 000 USD | Gama Bears         |